# Чемпионат Алжира по волейболу среди мужчин
Чемпионат Алжира по волейболу среди мужчин — ежегодное соревнование мужских волейбольных команд Алжира. Проводится с 1963 года. Проходит по системе «осень—весна» в двух национальных дивизионах — супердивизионе и первом дивизионе.

## Формула соревнований
Чемпионат 2019/2020 в супердивизионе состоял из предварительного этапа и финала. На предварительной стадии 12 команд играли в два круга. По его итогам две лучшие команды в финальной серии до двух побед одного из соперников должны были разыграть первенство. Из-за пандемии COVID-19 чемпионат не был завершён. Итоги не подведены.
В чемпионате 2019/20 в супердивизионе участвовало 12 команд: «Нади Риадхи» (Бордж-Бу-Арреридж), «ГС Петрольерс» (Алжир), «Видад Амель» (Тлемсен), «Олимпик Милен Кетамьен» (Мила), «Насерия» (Беджая), «Этуаль Сетифьен» (Сетиф), «Машааль Баладият» (Беджая), «Раед Шабаб» (Мсила), «Тадженант», «Эль-Фанар» (Айн-Азель), «Виль де Блида» (Блида), «Улед-Адуан».

## Чемпионы
| - 1963 «Хидра» Алжир - 1964 «Хидра» Алжир - 1965 «Сен-Эжен» Алжир - 1966 ГКС Алжир - 1967 «Хидра» Алжир - 1968 «Сен-Эжен» Алжир - 1969 «Сен-Эжен» Алжир - 1970 АСПТТ Тлемсен - 1971 «Насерия Хусейн Дей» Алжир - 1972 «Насерия Хусейн Дей» Алжир - 1973 «Насерия Хусейн Дей» Алжир - 1974 «Насерия Хусейн Дей» Алжир - 1975 «Насерия Хусейн Дей» Алжир - 1976 «Насерия Хусейн Дей» Алжир - 1977 «Насерия Хусейн Дей» Алжир - 1978 «Насерия Хусейн Дей» Алжир - 1979 КСДНК Алжир - 1980 КСДНК Алжир - 1981 КСДНК Алжир - 1982 «Сетиф» - 1983 «Милаха Хусейн Дей» Алжир - 1984 «Милаха Хусейн Дей» Алжир - 1985 «Прогрес Олимпик» Шлеф - 1986 «Прогрес Олимпик» Шлеф - 1987 «Сетиф» - 1988 «Насерия Хусейн Дей» Алжир - 1989 «Мулудия» Алжир - 1990 «Сиди-Муса» - 1991 «Мулудия» Алжир - 1992 «Насерия Хусейн Дей» Алжир - 1993 «Насерия Хусейн Дей» Алжир | - 1994 «Блида» - 1995 «Мулудия» Алжир - 1996 «Насерия Хусейн Дей» Алжир - 1997 «Блида» - 1998 «Блида» - 1999 «Аннаба» - 2000 «Олимпик» Алжир - 2001 «Блида» - 2002 «Блида» - 2003 «Мулудия» Алжир - 2004 «Мулудия» Алжир - 2005 «Мулудия» Алжир - 2006 «Мулудия» Алжир - 2007 «Мулудия» Алжир - 2008 «Мулудия» Алжир - 2009 «Прогрес Олимпик» Шлеф - 2010 «Сетиф» - 2011 «Нади Риадхи» Бордж-Бу-Арреридж - 2012 «Машааль Баладият» Беджая - 2013 «ГС Петрольерс» Алжир - 2014 «Нади Риадхи» Бордж-Бу-Арреридж - 2015 «Нади Риадхи» Бордж-Бу-Арреридж - 2016 «Нади Риадхи» Бордж-Бу-Арреридж - 2017 «Нади Риадхи» Бордж-Бу-Арреридж - 2018 «Нади Риадхи» Бордж-Бу-Арреридж - 2019 «Нади Риадхи» Бордж-Бу-Арреридж - 2020 «Нади Риадхи» Бордж-Бу-Арреридж - 2021 чемпионат не завершён, итоги не подведены - 2022 «Нади Риадхи» Бордж-Бу-Арреридж - 2023 «Нади Риадхи» Бордж-Бу-Арреридж - 2024 «Видад Амель» Тлемсен |